# Alsónyék
Alsónyék là một thị trấn thuộc hạt Tolna, Hungary. Thị trấn này có diện tích 32,05 km², dân số năm 2010 là 779 người, mật độ 24 người/km².